# Hanibal el Gadafi
Hanibal Muammar Gadafi (Árabe: هانيبال معمر القذافي nacido el 20 de septiembre de 1975 en Trípoli, Libia) es el cuarto hijo del exlíder libio Muamar el Gadafi y su segunda esposa, Safia Farkash.

## Biografía
Nacido en 1975, este militar de formación causó tensiones diplomáticas con Suiza. Fue detenido junto a su esposa Aline en 2008 en Ginebra, acusado de violencia contra empleadas domésticas, y puesto en libertad bajo fianza. Trípoli exigió "excusas" a Suiza. El caso fue archivado.
En 2005, la justicia francesa le condenó a cuatro meses de prisión con prórroga debido a actitudo violenta contra su compañera embarazada.
En 2010, Suiza pagó 1,5 millones de francos (1,1 millones de euros) a Haníbal al Gadafi para lograr la liberación de un ejecutivo suizo mantenido como rehén en Libia

## Guerra civil libia
Con motivo de la guerra civil que derrocó a su padre, decidió marcharse a Argelia con sus hermanos Mohamed y Aisha, y su madre. Según la agencia de noticias egipcia Mena, salió de Libia en un convoy de seis Mercedes-Benz blindados. Más tarde, el representante de Argelia en la ONU, confirmó que había llegado a su país a través de la ciudad fronteriza de Ghadames a las 8:45 hora local.